# São Tomé (Insel)
Die Insel São Tomé (deutsch Sankt Thomas) im Golf von Guinea ist ein Teil des afrikanischen Staates São Tomé und Príncipe. Die gleichnamige Stadt São Tomé ist Hauptstadt des Staates.

## Geographie

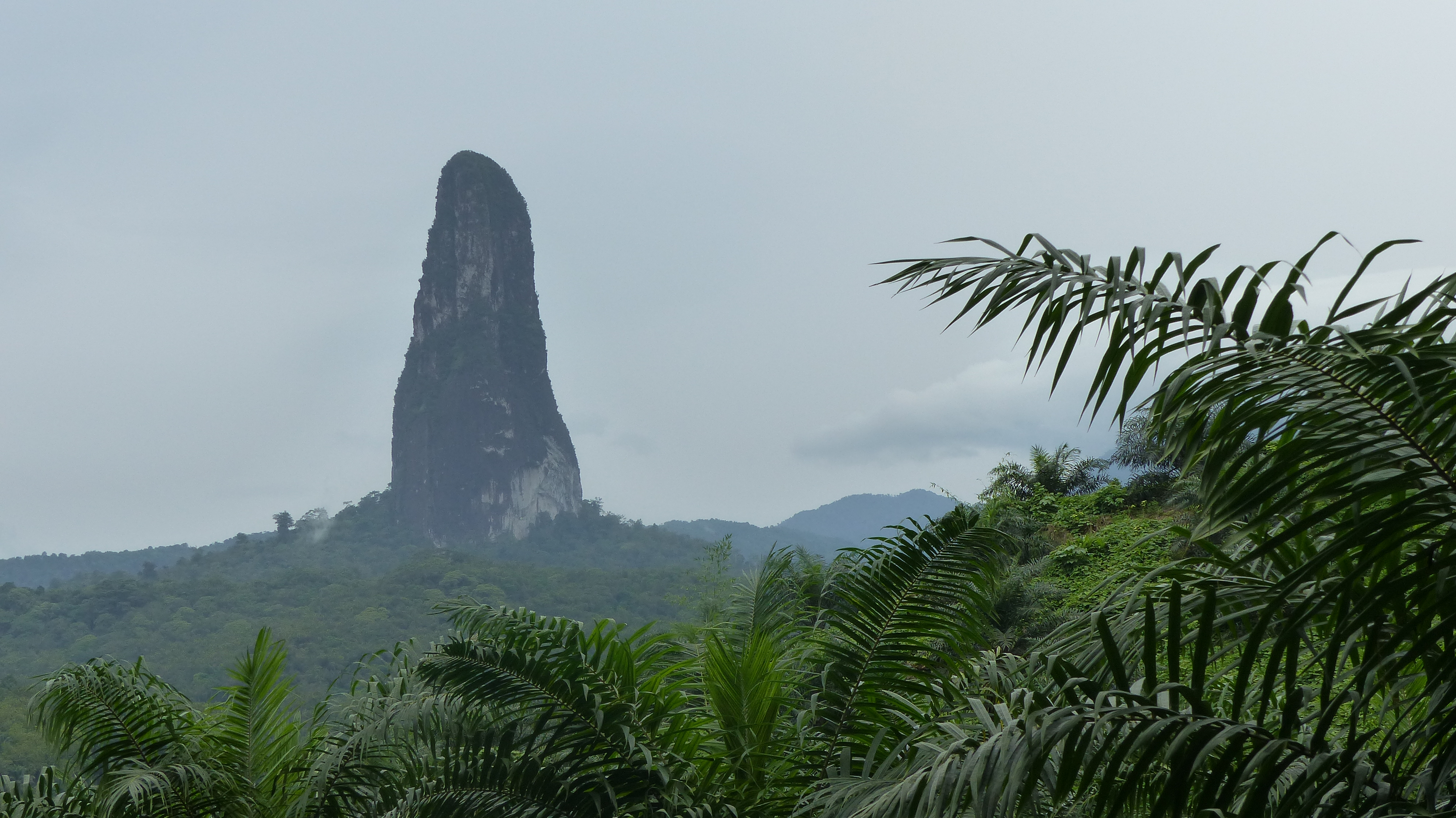
Der markante Pico Cão Grande im Süden der Insel ist ein Vulkanschlot-Überrest, dessen Erstbesteigung erst 1991 gelang

Die Insel liegt vor Afrika im Atlantik. Von der gabunischen Hafenstadt Port-Gentil  auf dem afrikanischen Festland ist die Insel 240 km entfernt. Ihre Südspitze liegt 2 km nördlich des Äquators. Etwa 1 km südlich liegt die 3 km² kleine Insel Rolas, die vom Äquator durchschnitten wird.
Die Böden sind sehr fruchtbar, die gesamte Insel besteht aus erloschenen Vulkanen. Hauptanbauprodukt der Insel ist Kakao, der einen Großteil der Exporterlöse des Staates erzielt. Daneben besuchen noch um die 2.000 Touristen im Jahr die Insel. TAP Portugal fliegt viermal pro Woche ab Lissabon den Flughafen São Tomé an.
Der 2024 m erreichende Gipfel des Pico de São Tomé ist der höchste Berg des Landes.
São Tomé ist etwa 48 km lang und bis zu 32 km breit. An der Nordostküste liegt die Landeshauptstadt São Tomé, an der Südküste liegt die Hafenort Porto Alegre. Das Dorf Santa Cruz befindet sich im Südosten. Eine Ringstraße verbindet die Küstenorte miteinander.

## Geschichte
Als Entdecker der Insel gilt der portugiesische Seefahrer João de Santarém, der im Auftrag des Kaufmanns Fernão Gomes segelte, welcher vom portugiesischen König Alfons V. das Recht erworben hatte, auf eigene Kosten jährlich 100 Leguas afrikanischer Küste im Namen der portugiesischen Krone zu erkunden. Er entdeckte São Tomé am 21. Dezember 1471. Zu dieser Zeit war die Insel unbewohnt.

## Distrikte
Die Insel São Tomé gliedert sich gemeinsam mit ihren vorgelagerten Inseln in sechs Distrikte (Água Grande, Cantagalo, Caué, Lembá, Lobata und Mé-Zóchi).

## Fauna und Flora
Auf São Tomé sind 19 Vogeltaxa endemisch, darunter die Stummelschwanzstelze, der Newton-Würger, die São-Tomé-Drossel, die São-Tomé-Grüntaube, der Stahlparadiesschnäpper, der São-Tomé-Zwergfischer, die Langschwanz-Oliventaube, die Hartlaub-Zwergohreule, die São-Tomé-Schleiereule, die São-Tomé-Prinie, der Einfarbgimpel, der Riesennektarvogel und der São-Tomé-Ibis. Endemische Säugetiere sind die Spitzmausart Crocidura thomensis sowie die Fledermausarten Hipposideros thomensis, Miniopterus newtoni, São-Tomé-Halskrausenflughund (Myonycteris brachycephala) und  Chaerephon tomensis. Zu den endemischen Weichtieren zählt Crassispira sacerdotalis aus der Familie der Schlitzturmschnecken. Zu den endemischen Pflanzentaxa zählen unter anderen Afrocarpus mannii, Angraecum doratophyllum, Anisophyllea cabole, Balthasaria mannii und Bulbophyllum lizae.